# Cận Cừu Thủ vương
Cận Cừu Thủ Vương (trị vì 375–384) là quốc vương thứ 14 của Bách Tế. Cận Cừu Thủ Vương là con trai cả của vị quốc vương thứ 13 là Cận Tiếu Cổ Vương, và là cha của vị quốc vương thứ 15 là Chẩm Lưu Vương và 16 là Thần Tư Vương.

## Bối cảnh lên ngôi
Năm 369, khi còn là thái tử, Cận Cừu Thủ Vương đã dẫn quân Bách Tế chống lại cuộc xâm lược của vương quốc Cao Câu Ly ở phía bắc, bắt giữ 5000 tù binh. Ông tấn công thành Bình Nhưỡng và thành Thủy Cốc (Sugok) năm 371, và đã giết chết quốc vương của Cao Câu Ly là Cố Quốc Nguyên Vương trong trận chiến.
Ông tiếp tục các chính sách của cha mình, cũng như chính sách liên minh với gia tộc Chân (Jin). Tả bình trong triều đình của ông, Chân Cao Đạo (Jin Godo), cũng là phụ thân vương hậu của ông, A Nhĩ (Ai) phu nhân.

## Trị vì
Dười thời trị vì của Cận Cừu Thú Vương, Bách Tế có quan hệ thù địch với vương quốc láng giềng ở phương bắc là Cao Câu Ly, bởi các cuộc tấn công của Bách Tế vào kinh đô Bình Nhưỡng, và đã giết hại vua của đất nước này. Ông tiếp tục các hành động thù địch khi lên làm vua, chiếm Bình Nhưỡng năm 377 với 30.000 lính. Ông đẩy lui Cao Câu Ly, vốn vẫn còn nằm trong khủng hoảng với cái chết của Cố Quốc Nguyên Vương.
Bách Tế duy trì là một thế lực quân sự và kinh tế hùng mạnh trong suốt thời gian trị vì của cha ông. Cận Cừu Thủ Vương đã duy trì quan hệ hữu nghị với Trung Hoa và Nhật Bản. Ông được thuật trong Nihonshoki (Nhật Bản thư kỷ) là đã cử học giả Bách Tế nổi tiếng Wang In (Vương Nhân) đến Nhật Bản cùng các bản sao của Luận ngữ và một bản sao của Thiên văn tự. Tuy nhiên, dựa trên các ghi chép tại Triều Tiên thì một số người tin rằng điều này xảy ra vào các thập kỉ sau đó, dưới thời trị vì của A Sân Vương.
Có một vài sự kiện liên quan đến thời tiết lạ lùng đã xảy ra trong thời gian cai trị của ông, chẳng hạn như hiện tượng mưa bụi bẩn vào năm 379. Một cuộc hạn hán nghiêm trọng năm 382 cũng là díp để ông bày tỏ lòng yên dân của mình, ông đã cho mở kho lương của vương quốc và cấp cho thần dân.

## Qua đời
Cận Cừu Thú Vương mất năm 384, sau 10 năm trị vì. Kế vị ông là người con trai cả, Chẩm Lưu Vương, người đã giữ chức thái tử Bách Tế từ trước đó.